# Jakub Sylwiusz
Jakub Sylwiusz, Iacobus Smilovitanus (zm. po 1583) – ksiądz katolicki, następnie minister kalwiński, publicysta.

## Życiorys
Pochodził z rodziny chłopskiej ze Śmiłowic. Po otrzymaniu święceń kapłańskich około 1541 został proboszczem w Krzcięcicach. W 1547 zmienił wyznanie z katolickiego na protestanckie. Od 1550 minister kalwiński. 25 listopada w Pińczowie, w dawnym zespole klasztornym paulinów (obecnie kościele farnym), odprawił pierwsze nabożeństwo reformowane w Polsce. W 1570 podpisał zgodę sandomierską. W sprawach religijnych przeciwny poglądom Franciszka Stankara i braci polskich. W 1603 roku jako autor trafił do pierwszego polskiego Indeksu Ksiąg Zakazanych powstałego z inicjatywy biskupa Bernarda Maciejowskiego. 